# HD 194335
HD 194335，又名BD+37 3916，SAO 69951、HR 7807，是一颗恒星，视星等为5.9，位于銀經76.04，銀緯0.04，其B1900.0坐标为赤經20h 19m 59.9s，赤緯+37° 0.04′ 12″。